# Kairou Amoustapha
Kairou Amoustapha, né le 1er janvier 2001, est un footballeur international nigérien. Il évolue au poste d'attaquant aux Ħamrun Spartans.

## Biographie

### En club
Kairou Amoustapha quitte l'ASN Nigelec pour le club de Loudoun United, club évoluant en USL Championship le 20 février 2020,. Il fait ses débuts le 2 août 2020 face à Hartford Athletic lors d'une défaite 1-4.
En octobre 2020, il commence à s'entraîner avec le club parent de Loudoun, D.C. United, après la conclusion de la saison de Loudoun . En octobre 2021, Amoustapha a été rappelé dans son club parent, le MFK Vyskov . Il a ensuite été envoyé au Cancún F.C. immédiatement après son retour de Loudoun .

### En sélection
Amoustapha a fait trois apparitions dans les équipes nationales de football U-17 et U-20 du Niger. Il a marqué son premier but international avec la sélection U-20 lors de la Coupe d'Afrique des Nations U-20 en 2019, le 9 février 2019, contre la propre sélection U-20 du Burundi, lors d'un match qui s'est soldé par un match nul 3-3 .
Le 31 octobre 2020, Amoustapha a été appelé par l'équipe nationale de football senior du Niger dans le cadre de la sélection préliminaire pour le tour de qualification de la Coupe d'Afrique des Nations 2021 . Il a ensuite fait sa première apparition avec l'équipe nationale le 13 novembre, en tant que remplaçant lors de la victoire 1-0 du Niger sur l'Éthiopie .